# Carsten Redlef Volquardsen
Carsten Redlef Volquardsen (* 10. November 1824 in Aventoft; † 25. Februar 1875 in Schleswig) war ein deutscher klassischer Philologe und Lehrer.

Volquardsen besuchte das Gymnasium in Flensburg und studierte anschließend in Göttingen und Kiel Klassische Philologie. Von 1861 bis 1864 arbeitete er als Privatdozent der Philosophie in Kiel, bevor er zum Collaborator, später Oberlehrer an der Domschule Schleswig ernannt wurde. Aus gesundheitlichen Gründen wurde er 1873 in den Ruhestand versetzt und starb 1875.
Volquardsen war mit der Kunstlehrerin Ebba Volquardsen verheiratet. Neben seiner Lehrtätigkeit veröffentlichte er Schriften über den griechischen Philosophen Platon, in denen er sich teilweise gegen die Ansichten der Koryphäen Eduard Zeller und Karl Friedrich Hermann wandte.
In der zeitgenössischen Journalistik wurde Carsten Redlef Volquardsen gelegentlich mit dem Althistoriker Christian August Volquardsen (1840–1917) verwechselt.

## Schriften (Auswahl)
- Platon’s Idee des persönlichen Geistes und seine Lehre über Erziehung, Schulunterricht und wissenschaftliche Bildung, Berlin 1860
- Platon’s Phädros: Erste Schrift Platon’s, Kiel 1862
- Das Dämonium des Sokrates und seine Interpreten, Kiel 1862
- Ueber den Mythus bei Plato, Schleswig 1871